# 帕拉第奧式建築

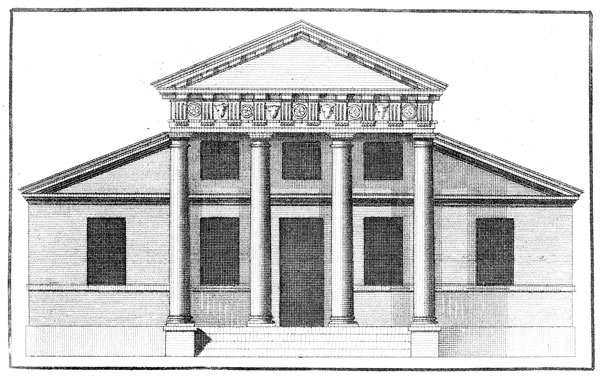
一座带有双层门廊的别墅，摘自帕拉第奥的《建筑四部曲》(I quattro libri dell'architettura)第四卷，英文译本于1736年在伦敦出版。

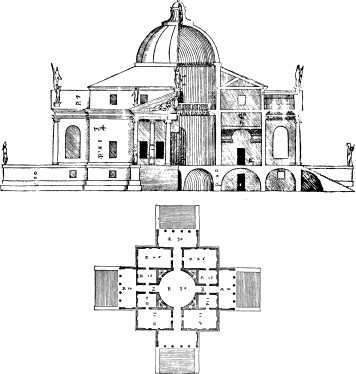
帕拉第奥圆厅别墅（Villa Rotonda）的规划方案。在接下来的几个世纪里，欧洲的许多帕拉第奥风格的建筑都融入了这座别墅的特色。

帕拉第奧式建筑（英語：Palladian architecture）是一种欧洲的建筑风格。这种风格灵感来源于文艺复兴晚期威尼斯建筑师安德里亚·帕拉第奥（Andrea Palladio，1508-1580）的设计。现在所说的帕拉第奥式建筑是指对帕拉第奥最初概念的深化。帕拉第奥的作品是基于古希腊和古罗马古典神庙建筑的对称性、透视性和展现的价值来构建的。从17世纪起，帕拉第奥对这些古典建筑的诠释被统称为“帕拉第奥主义”（Palladianism）风格。这种风格一直发展到18世纪末。
在17世纪的英国，帕拉第奥主义曾一度盛行，但由于英国内战的爆发和随之而来的财政紧缩政策的实施，它的繁荣被打断了。在18世纪早期，帕拉第奥主义重新流行起来。其他欧洲国家，例如普鲁士也受到英国的直接影响。当时，弗朗切斯科·阿尔加罗蒂伯爵从柏林写信给伯灵顿勋爵，向腓特烈大帝建议在普鲁士采用伯灵顿在英国引入的建筑风格。17世纪晚期，当这种风格在欧洲失宠时，却在北美的英国殖民地大受欢迎，著名建筑有南卡罗来纳州的德累顿厅、罗德岛州纽波特的红木图书馆、纽约市的莫里斯·朱梅尔大厦、马里兰州安纳波利斯的哈蒙德·哈伍德大厦和弗吉尼亚州的蒙蒂塞洛。
19世纪到20世纪初，帕拉第奥式风格重新在欧洲流行，常被用于公共和市政建筑的设计。从19世纪后半叶开始，这种风格被流行于英语国家的哥特复兴风格所抵制。哥特复兴主义的追随者奥古斯塔斯·普金（Augustus Pugin）等结合帕拉第奥主义在古代庙宇中的起源，认为它相对于英国国教和英国天主教的信奉者来说太过异端。当然，作为一种建筑风格，帕拉第奥式建筑继续流行并不断发展着：它的山花、对称性和比例等要素在等当今许多现代建筑的设计中都有明显体现。

## 帕拉第奥的建筑风格

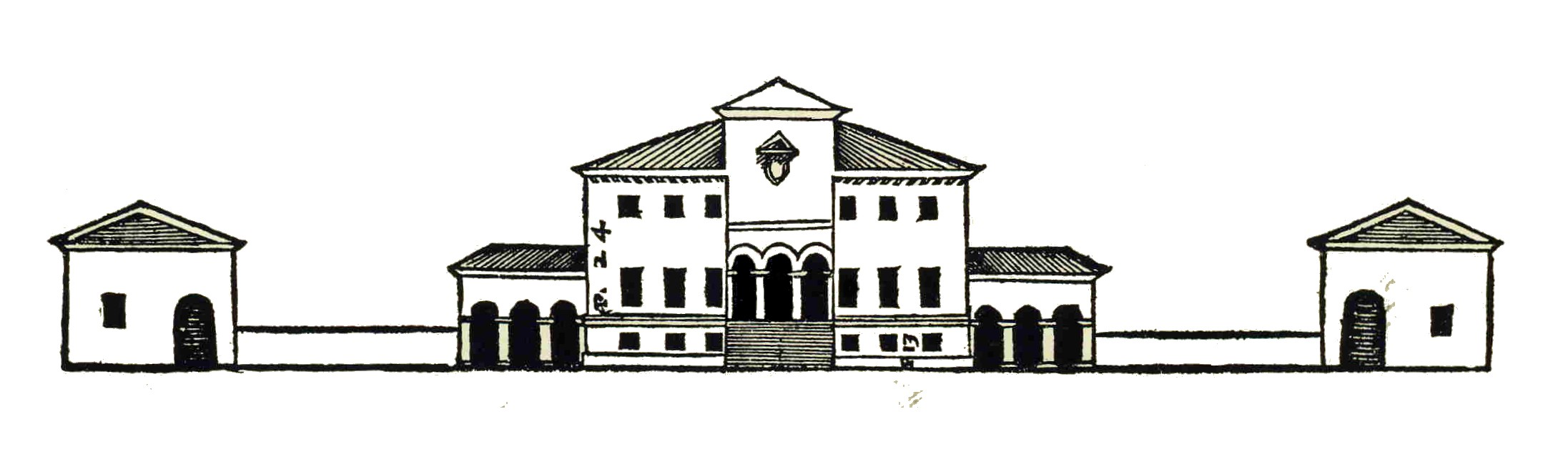
哥迪别墅中的“真正的帕拉第奥主义”，出自帕拉第奥《建筑四书》（I quattro libri dell'architettura）。两个耳房是农业建筑，不是别墅的一部分。18世纪时，这一要素成为帕拉第奥主义建筑的重要组成部分。

完全由帕拉第奥设计的建筑都位于威尼斯和威尼托，其中最著名的当属维琴察的宫殿群，包括别墅和教堂，如威尼斯的红楼大教堂。帕拉第奥的建筑论文也遵循了古罗马建筑师维特鲁威和他15世纪的效仿者利昂·巴蒂斯塔·阿尔贝蒂所定义的原则：学习古罗马建筑那样基于数学比例的风格，而不是模仿文艺复兴时期的华丽装饰风格。
帕拉第奥的别墅设计非常契合它所处的环境。例如坐落在山坡上的圆厅别墅，各个方向的立面被设计的具有同等价值，以便居住者从各个方向欣赏美景。而且在这种情况下，所有侧面都修建有门廊，以便居住者充分欣赏乡村风光，同时避免阳光直射。帕拉第奥有时也会用凉廊来代替门廊。这就像一个嵌入式的门廊，或者一个内部的单层房间。有时，二楼的凉廊会被放置在一层凉廊顶部上方，形成一种双凉廊。凉廊的正面有时会被山花所覆盖，从而具有重要意义。戈迪别墅的集中点是一个终止于主楼两端的凉廊。
帕拉第奥经常以古罗马神庙的正面为蓝本设计别墅立面。神庙的十字形设计元素，成为了帕拉第奥作品的一个标志。帕拉第奥设计的别墅通常分为三层：最底层是一间粗琢的地下室或一楼，包含一些小房间。在这上面，主楼层通过门廊进入，门廊上有一段外部台阶，包括主要的会客室和主卧室。门廊上方是一个低夹层楼层，带有次要的卧室和起居室。别墅内每个房间的尺寸都契合某种简单的比例，如3:4和4:5，建筑内的不同房间通过这些比例联系起来。早期的建筑师一般使用这些公式来平衡建筑单个的对称立面，而帕拉第奥的设计则涉及整个方形的别墅的形态。
帕拉第奥深入地思考了他的别墅的双重用途：农舍和商人的豪华周末休养地。这些对称的庙宇式房屋通常都有同样对称但较低的耳房，以容纳马、农场动物和开设农产品商店。耳房有时通过柱廊与别墅分离并连接，其设计不仅具有功能性，还可以补充和突出别墅的形态。

帕拉第奥的著作《建筑四书》最早出版于1570年，包含了对他自己的建筑以及启发他创造这种风格的古罗马建筑的描述和插图。帕拉第奥重新诠释了古罗马的建筑，并将其应用于各种建筑设计当中，从宏伟的别墅和公共建筑到简单的房屋和农舍。

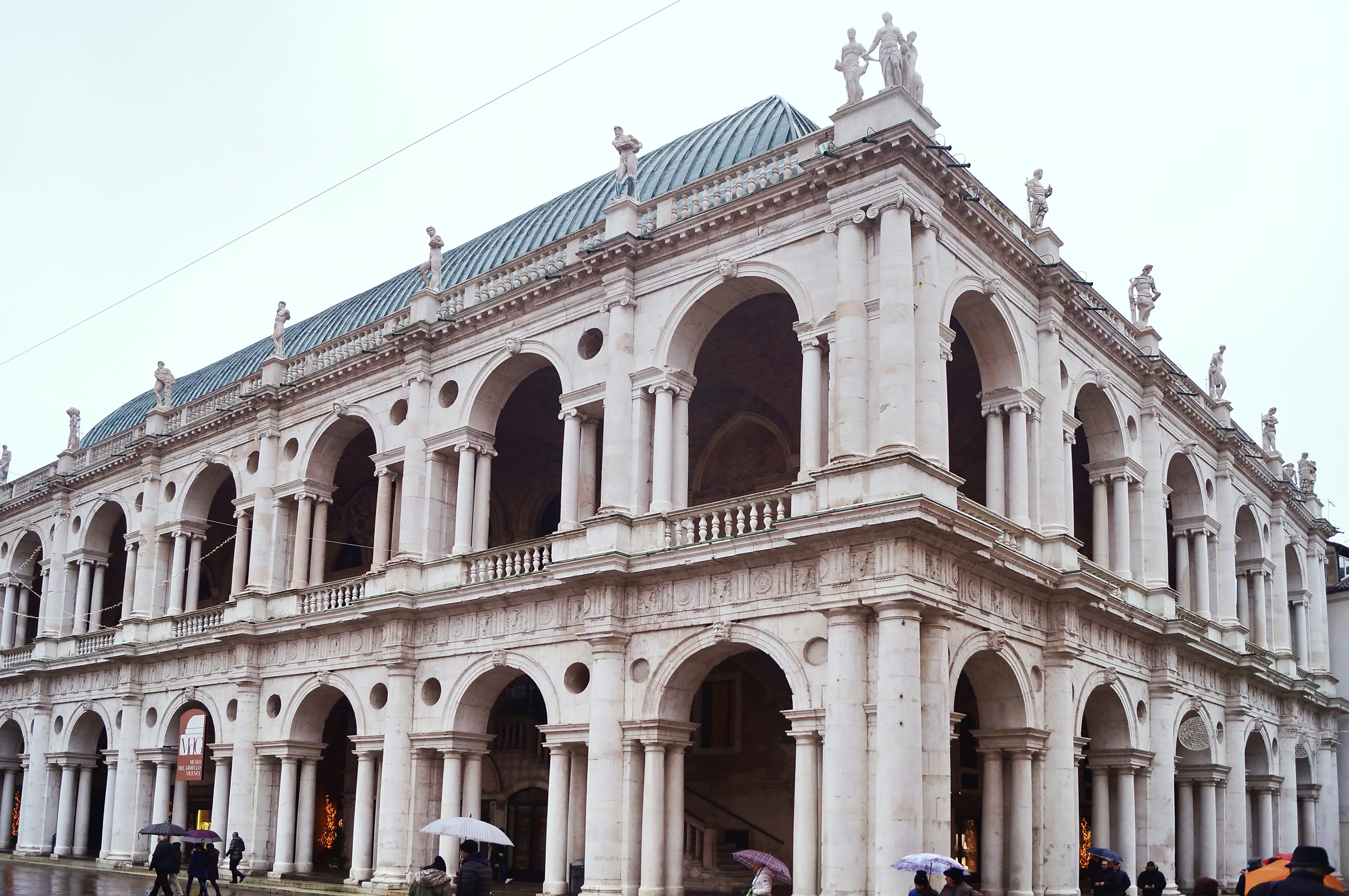
维琴察的帕拉第奥巴西利卡一角， 立面上是帕拉第奥窗。

## 帕拉第奥窗
帕拉第奥的建筑作品中帕拉第奥式、塞里歐式或威尼斯式的窗户，几乎是他早期职业生涯的标志。这一母题有两个不同的版本：一种更简单的称为威尼斯窗，另一种更精致、更具体的称为帕拉第奥窗或“帕拉第奥母题”，尽管这种区别不太明显。
威尼斯窗由三部分组成：中间是一个高的圆拱形开口，两侧有两个较小的矩形开口，后者顶部有过梁，由柱子支撑。威尼斯窗灵感来源于古罗马的凯旋门，最初由多纳托·伯拉孟特（Donato Bramante）在威尼斯城外使用。后来塞巴斯蒂亚诺·塞利奥（Sebastiano Serlio，1475-1554）在其建筑著作《建筑歌剧集》（Tutte l'Opre d'architettura et prospetiva）这本介绍维特鲁威和古罗马建筑的理想的书中阐释。威尼斯窗可以串联使用，但通常只在正面使用一次，例如新沃都尔城堡；或是每一端使用一次，例如伯灵顿住宅的内立面（被称为"真正的帕拉第奥式窗户"）。
帕拉第奥对威尼斯窗的阐述为：在每个窗户之间放置一个巨柱式，并将支撑侧过梁的小柱子加倍，将第二根柱子放在第一根柱子的后面，而不是旁边。事实上，雅格波·桑索维诺（1537）在威尼斯的马西亚纳图书馆（Biblioteca Marciana）中介绍了这一点。帕拉第奥在维琴察的帕拉第奥巴西利卡（Basilica Palladiana）中大量使用了威尼斯窗。这里的开口并不是严格意义上的窗户，因为它们围成了凉廊。在其他情况下，壁柱可能会取代柱子。约翰·萨默森爵士建议省略双柱，但术语“帕拉第奥母题”应仅限于存在较大柱式的情况。

帕拉第奥广泛使用了这些元素。也许正是由于威尼斯人对这些母题的广泛使用，才使这扇窗户有了威尼斯人窗户的另一个名字:Serlian窗。无论名称或起源如何，在后来从帕拉第奥主义演变而来的建筑风格中可以看到，这种形式的窗户已经成为帕拉第奥作品中最持久的特征之一。根据詹姆斯·里斯·米尔恩的说法，它在英国的首次亮相是在伦敦伯灵顿大厦的改造耳房。它的直接来源实际上是伊尼戈·琼斯对白厅宫殿的设计，而不是出自帕拉第奥本人。

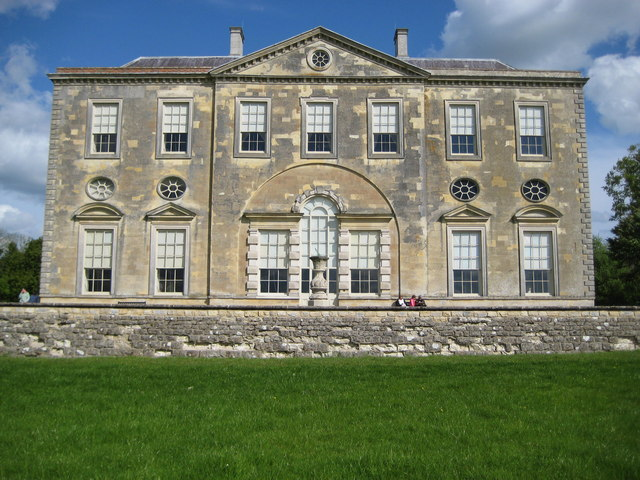
白金汉郡的克莱登宫（始建于1757年）:中央海湾的威尼斯窗被一个统一的盲拱所包围。这座房子原本是一座巨大的帕拉第奥式房屋的两翼之一。这项计划从未完成。

## 遗产

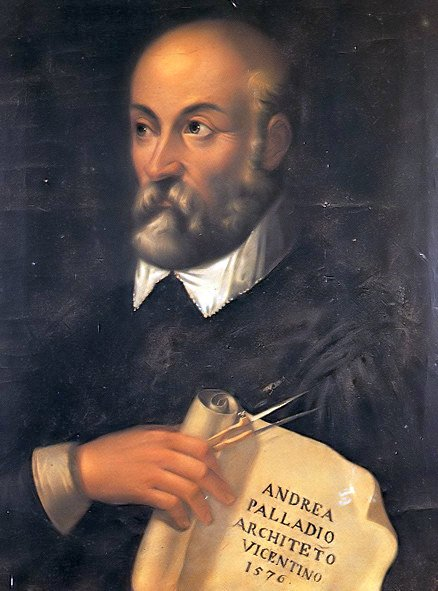
17世纪的安德里亚·帕拉第奥肖像画

到18世纪70年代的英國，像羅伯特·亞當 (Robert Adam) 和威廉·錢伯斯爵士 (Sir William Chambers) 这样的建築師的需求量很大，但他們現在借鑑了包括古希臘在內的各種古典資源，以至於他們的建築形式最終被定義為新古典主義而非帕拉第奧式。在歐洲，帕拉第奧的複興在18世紀末結束。在北美，帕拉第奧主義徘徊的時間更長。托马斯·杰斐逊的平面圖和立面圖很大程度上歸功於帕拉第奥的《建築四書》。今天，“帕拉第奧”一詞經常被誤用，並傾向於描述具有任何古典自負的建築。然而，在20世紀初的殖民複興主義者中，帕拉第奧式的思想出現了復興，即使在現代主義時期，這種壓力也從未間斷